# Ли Ху Рак
Ли Ху Рак (кор. 이후락, 1924—2009) — южнокорейский государственный деятель, директор Корейского Центрального разведывательного управления в 1970—1973 годах.

## Биография
Окончил в 1948 году военную академию, служил в военной разведке. Принимал участие в майском перевороте 1961 года, после чего входил в ближайшее окружение президента Пак Чон Хи. В 1970—1973 годах возглавлял Корейское Центральное разведывательное управление (KCIA). Одним из важнейших его достижений на посту главы разведки является проведение секретных переговоров с КНДР, закончившихся подписанием в июле 1972 года Совместной декларации о принципах поддержания мира на Корейском полуострове и налаживании межкорейского диалога.
Из-за скандала, разразившегося в связи с причастностью KCIA к похищению оппозиционного политика Ким Дэ Чжуна, в 1973 году был отправлен в отставку с поста директора KCIA. В 1979 году избран в Национальное собрание (парламент) Южной Кореи, после прихода к власти Чон Ду Хвана в 1980 году обвинён в коррупции. Хотя в 1985 году обвинения против него были сняты, Ли Ху Рак не возвращался в политику до своей смерти.
Умер в 2009 году в возрасте 85 лет.

## Семья
Был женат, в браке имел дочь и шесть сыновей.